# Hojskär

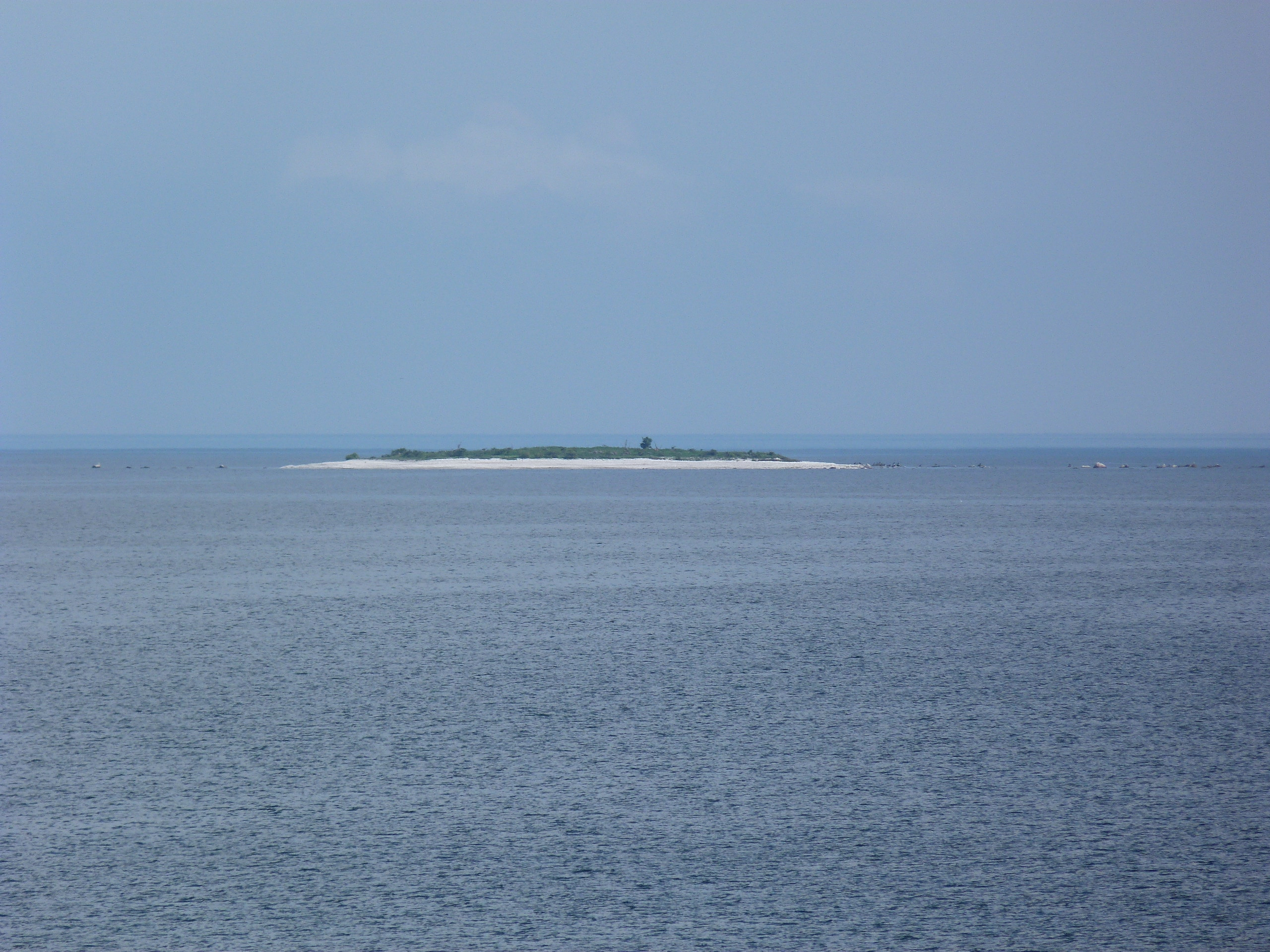
Hojskär sedd från Asunden.

Hojskär är en ö (kobbe) i Gotlands kommun i Gotlands län, belägen i Slites skärgård på nordöstra Gotland söder om Ytterholmen.
Hojskär var ett militärt skyddsområde fram till slutet av 1990-talet, men nu råder inte längre något landstigningsförbud.